# 十寄神社
十寄神社（とよせじんじゃ）は東京都大田区の神社。

## 概要
1358年（正平13年）の新田義興主従の討死後まもなく創建された。彼らは「十騎明神」と呼ばれて、彼らを葬ったとされる「十騎明神塚」があったという。
主君・新田義興を祀る新田神社に参拝するときは、まず当社に詣でて、主君にとりなしてもらうようにしなければならない、という言い伝えがある。

## 交通アクセス
- 矢口渡駅より徒歩10分。

## 関連文献
- 「矢口村 十寄明神社」『新編武蔵風土記稿』 巻ノ44荏原郡ノ6、内務省地理局、1884年6月。NDLJP:763981/59。
- 斎藤長秋 編「巻之二 天璇之部 十騎社」『江戸名所図会』 一、有朋堂書店、438-439頁。NDLJP:1174130/225。